# Средновековна литература
Средновековната литература обхваща писмени творби, създадени в периода на Средновековието, започнал като датировка от падането на Западната римска империя (V век) до началото на Ранния ренесанс във Флоренция (късния XV век). В термина влизат произведения, създадени на територията на Европа и извън нея.

## Език
Средновековната култура възниква въз основата на латинския език, вторият древен език на европейската култура и основен език на Западната християнска църква – римокатолическата. След краха на Западната римска империя, която използвала латинския в бита и старогръцкия в културата, латинският постепенно се налага като главен в Църквата на Запад, докато старогръцкият се запазва в източната половина на империята – Византия. Водещите западни богослови от Ранното и Средното средновековие пишат изключително на латински, който се различава от този в античността. На изток в Източната православна църква главни писмени езици са църковно-славянският и гръцкият.

## Църковно-християнска литература
В Западна и Централна Европа доминантна роля заема Римокатолическата църква, която е основен източник на образование. Още в Късната античност и Ранното средновековие църковната литература се създава от ограничен брой образовани духовни лица. Те творят в манастирите или са привлечени като летописци от образовани владетели. Водещите богослови оттогава са: Аврелий Август (св. Августин Блажени), Боеций, Псевдо-Дионисий Ареопагит и др. От епохата на Зрялото средновековие влиятелни църковни писатели са Ериугена, Пиер Абелар, Бонавентура, Роджър Бейкън, Тома от Акуино (св. Тома Аквински), Сигер от Брабант, Майстер Екхарт и др. Всички те са и блестящи философи, които имат значителен принос в развитието на европейската философия.

## Връзка с античната култура и литература
Средновековните автори боравят предпазливо с античната литература, поради присъствието на езически елементи в нея. Античните произведения са цитирани откъслечно или просто позовавани. По-благосклонно отношение Църквата има към някои писатели, които биха паснали на християнския мироглед. Широко застъпени сред богословите са трудовете на елинските мислители идеалисти от Платон до Плотин, но като цяло старогръцката литература остава непозната за средновековната култура. По-различно е отношението към римската литература, но и тя е ограничавана. Положително е било мнението към Вергилий и Овидий, но все пак остават непознати автори. По-голяма популярност придобиват къснолатинските писатели от V век като Седулий и Сидоний Аполинарий.

## Народностно-фолклорен пласт
Подобно на античността и литературата на Средновековието започва да се развива най-напред от героичния епос. Античният и средновековният епос са двустепенни. Двустепенният епос на Средновековието може да се определи като дофеодален и феодален. За разлика от античността втората степен на героичния епос не е авторски. Причината най-вероятно е в новия тип авторско самосъзнание, отказ от утвърждаване на личността, което следва духа на християнството за смирение. Друга съществена разлика е, че античният епос е изключително антропоморфен и в двете си разновидности, докато средновековният дофеодален епос е базиран на битката с чудовища.
Епосът в античността е еднообразен, като задължителна форма е хекзаметър, докато в Средновековието преобладават изключително разнообразие от форми и модели. Средновековният дофеодален епос има отделни разновидности: келтският епос, който е предимно прозаичен; англосаксонският и скандинавският епос, чиито основен елемент е строфата с различен брой стихове. Феодалният героически епос притежава не по-малко разнообразност: в романския (френски, испански) епос основен елемент на формата е т.нар. леса; немският епос „Песен за Нибелунгите" е написана във формата „кюренбергова строфа“.
Друга съществена разлика между двата епоса е влиянието, което оказва преобладаващата за времето си религия върху тях. В античния епос съществуват два паралелни свята – на божественото и човешкото, които взаимодействат помежду си, докато в Средновековието божественото е повече мирогледно, отколкото акционно. В малка или голяма степен на християнизация са подложени езическите сказания. Най-слабо християнизиран е скандинавският дофеодален епос, поради отдалечеността на Скандинавия от центъра на християнството – Рим. Различен е и субстратът, върху който изникват античният и средновековният епос.